# Onthophagus ukerewensis
Onthophagus ukerewensis là một loài bọ cánh cứng trong họ Bọ hung (Scarabaeidae).